# Piet Cronje
Pieter Arnoldus Cronjé, známý jako Piet Cronje (4. října 1836, Colesberg [podle jiných zdrojů 1840] – 4. února 1911, Potchefstroom) byl búrský generál, který vedl jednotky Transvaalu za búrských válek.
Během první búrské války vedl obléhání Potchefstroomu. Za druhé búrské války řídil búrské jednotky v západním Transvaalu. Vedl obléhání měst Kimberley a Mafeking a společně s Koosem de la Reyem porazil anglická vojska v bitvě u Magersfontein. 27. února 1900 kapituloval s celou svou 4000 armádou u Paarderbergu a byl uvězněn na ostrově Svaté Heleny až do kapitulace všech vojsk Transvaalu a Svobodného státu Oranžsko v roce 1902.